# Metastelma arizonicum
Metastelma arizonicum är en oleanderväxtart. Metastelma arizonicum ingår i släktet Metastelma och familjen oleanderväxter.

## Underarter
Arten delas in i följande underarter:
- M. a. arizonicum
- M. a. chiapense